# Хроника литовская и жмойтская

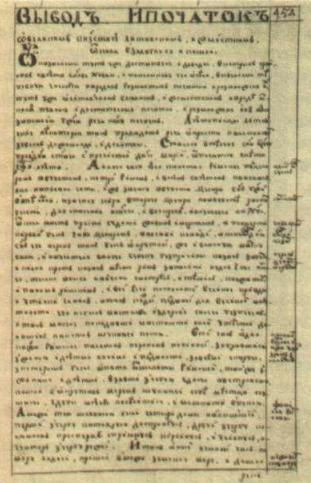
Хроника литовская и жмойтская, лист Тобольского списка, XVIII век

Хро́ника лито́вская и жмо́йтская (зап.-русск. Кройника литовская и жмойтская) — памятник белорусско-литовского летописания, созданный в XVII веке и являющийся частью «Великой хроники», повествующей о всемирной истории до конца XVI века. Рукопись была обнаружена Виктором Ивановичем Бугановым в Отделе рукописных книг Государственного архива Тюменской области, в связи с чем этот список получил название Тобольского. Аналогичным Тобольскому является Ленинградский список, обнаруженный Николаем Николаевичем Улащиком в Отделе рукописей Государственной Публичной библиотеки имени Салтыкова-Щедрина в Ленинграде. Известны ещё два списка произведения: Красноярский, хранящийся в Отделе рукописей Государственной публичной библиотеки им. M. E. Салтыкова-Щедрина в Ленинграде и представляющий собой копию Тобольсокого, и Краковский, обнаруженный в 1970 году Ярославом Николаевичем Щаповым в Отделе рукописей Библиотеки Польской Академии Наук в Кракове. Имеется также и пятый список, Эрмитажный, переписанный в конце XVIII века. 
Написана «Кройника» на западнорусском (старобелорусском) языке, по содержанию близка к Хронике Быховца и особенно к «Хронике польской, литовской, жамойтской и всей Руси» Мацея Стрыйковского — основному источнику для создания «Кройники». Описывает события, происходившие в Великом княжестве Литовском, начиная от легендарных времён (бегства Палемона из Рима) и заканчивая избранием на престол Сигизмунда III. В «Кройнику» также вставлена повесть о Куликовской битве, причём эта вставка чисто механическая.
Создана, вероятно, на юге современной Белоруссии (возможно, в Слуцке) лицом, близким к роду Радзивиллов («Кройника» уделяет им много внимания и прославляет их род).

## Публикации
- Хроника литовская и жмойтская // Полное собрание русских летописей. — М.: Наука, 1975. — Т. 32. — С. 16—127.